# 现任中华人民共和国副省级市市长列表

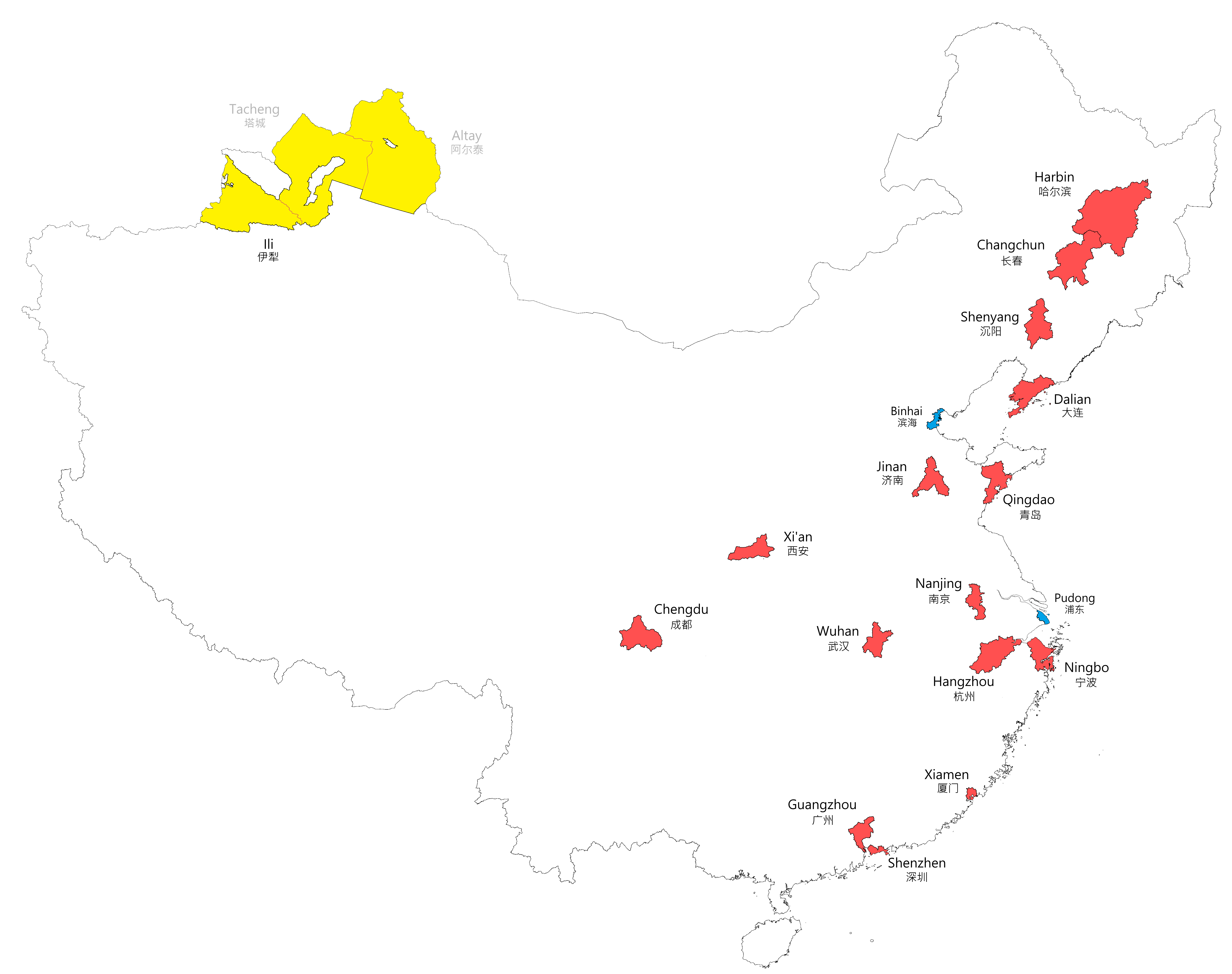
中华人民共和国现有副省级行政区

本列表列出中华人民共和国各副省级市人民政府的现任市长。目前，中国大陆有副省级市建制15个。副省级市是指城市的“行政级别”，不是指城市的“行政区划级别”。副省级城市的市委書記、市人大常委会主任、市长、市政协主席职务属于省部级副职，列入《中共中央管理的干部职务名称表》，其职务任免由省委报中共中央审批。在“行政区划级别”上，副省级市仍然属于地级市。副省级市市长是本市行政机构的“一把手”，并同时担任中共本市委员会副书记（排名第一）。
现任副省级市市长中，任职时间最长的是大连市市长陈绍旺，自2020年3月25日任代市长起，迄今5年130天；任职时间最短的是长春市市长顾刚，自2025年7月24日代理市长起，迄今9天。
| 属性： 中央委员 中央候补委员 |

## 副省级市市长列表
| 所属省份 | 城市     | 市长              | 上任或出缺日期 （任职或悬缺时间） | 出生年月            | 信息源 | 属性 |
| -------- | -------- | ----------------- | --------------------------------- | ------------------- | ------ | ---- |
| 辽宁省   | 沈阳市   | 吕志成            | 2021年10月31日 （3年275天）       | 1966年12月 （58岁） | [ 1 ]  |      |
| 辽宁省   | 大连市   | 陈绍旺            | 2020年3月25日 （5年130天）        | 1971年2月 （54岁）  | [ 2 ]  |      |
| 吉林省   | 长春市   | 顾刚 （代理市长） | 2025年7月24日 （9天）             | 1977年4月 （48岁）  | [ 3 ]  |      |
| 黑龙江省 | 哈尔滨市 | 王合生            | 2024年5月7日 （1年87天）          | 1969年11月 （55岁） | [ 4 ]  |      |
| 江苏省   | 南京市   | 空缺              | 2025年7月1日 （32天）             | 不適用              | [ 5 ]  |      |
| 浙江省   | 杭州市   | 姚高员            | 2022年11月15日 （2年260天）       | 1968年8月 （57岁）  | [ 6 ]  |      |
| 浙江省   | 宁波市   | 汤飞帆            | 2022年2月18日 （3年165天）        | 1972年3月 （53岁）  | [ 7 ]  |      |
| 福建省   | 厦门市   | 伍斌              | 2024年9月30日 （10个月）          | 1967年9月 （57岁）  | [ 8 ]  |      |
| 山东省   | 济南市   | 海田              | 2022年3月29日 （3年126天）        | 1969年9月 （55岁）  | [ 9 ]  |      |
| 山东省   | 青岛市   | 任刚              | 2025年1月17日 （197天）           | 1970年10月 （54岁） | [ 10 ] |      |
| 湖北省   | 武汉市   | 盛阅春            | 2024年5月29日 （1年65天）         | 1968年3月 （57岁）  | [ 11 ] |      |
| 广东省   | 广州市   | 孙志洋            | 2023年10月9日 （1年297天）        | 1974年5月 （51岁）  | [ 12 ] |      |
| 广东省   | 深圳市   | 覃伟中            | 2021年4月24日 （4年3个月）        | 1971年7月 （54岁）  | [ 13 ] |      |
| 四川省   | 成都市   | 王凤朝            | 2020年7月31日 （5年2天）          | 1965年12月 （59岁） | [ 14 ] |      |
| 陕西省   | 西安市   | 叶牛平            | 2023年4月4日 （2年120天）         | 1967年12月 （57岁） | [ 15 ] |      |